# Deuxième circonscription de la préfecture de Kagoshima
La deuxième circonscription de la préfecture de Kagoshima (鹿児島県第2区, Kagoshima-ken dai-ni-ku) est l'une des quatre circonscriptions législatives que compte la préfecture de Kagoshima au Japon. Cette circonscription comptait 337 620 électeurs en date du 1er septembre 2021.

## Description géographique
La deuxième circonscription de la préfecture de Kagoshima regroupe les villes de Makurazaki, Ibusuki, Minamisatsuma, Amami et Minamikyūshū, le sud de Kagoshima et le district d'Ōshima.

## Députés
| Législature | Début de mandat | Fin de mandat | Député élu          |  | Parti politique |
| ----------- | --------------- | ------------- | ------------------- |  | --------------- |
| 41e         | 1996            | 2000          | Shūkō Sonoda (ja)   |  | PLD             |
| 42e         | 2000            | 2003          | Torao Tokuda        |  | LL (ja)         |
| 43e         | 2003            | 2005          | Torao Tokuda        |  | LL (ja)         |
| 44e         | 2005            | 2009          | Takeshi Tokuda (ja) |  | SE              |
| 45e         | 2009            | 2012          | Takeshi Tokuda (ja) |  | PLD             |
| 46e         | 2012            | 2014          | Takeshi Tokuda (ja) |  | PLD             |
| 46e         | 2014            | 2014          | Masuo Kaneko (ja)   |  | PLD             |
| 47e         | 2014            | 2017          | Masuo Kaneko (ja)   |  | PLD             |
| 48e         | 2017            | 2021          | Masuo Kaneko (ja)   |  | PLD             |
| 49e         | 2021            | -             | Satoshi Mitazono    |  | SE              |